# Николо-Тропинская церковь
Церковь Николая Чудотворца в Тропине — православный храм в Ярославле, в посёлке Тропино на правом берегу Которосли.

## История
Тропинская слобода известна по документам с 1628 года. Деревянная приходская церковь во имя Николая Чудотворца сгорела в пожаре 1658 года, и в 1660-м на её месте была построена каменная, одноэтажная, с 30-метровой колокольней над папертью.
17 августа 1681 года в Николо-Тропинском приходе скончался патриарх Никон.

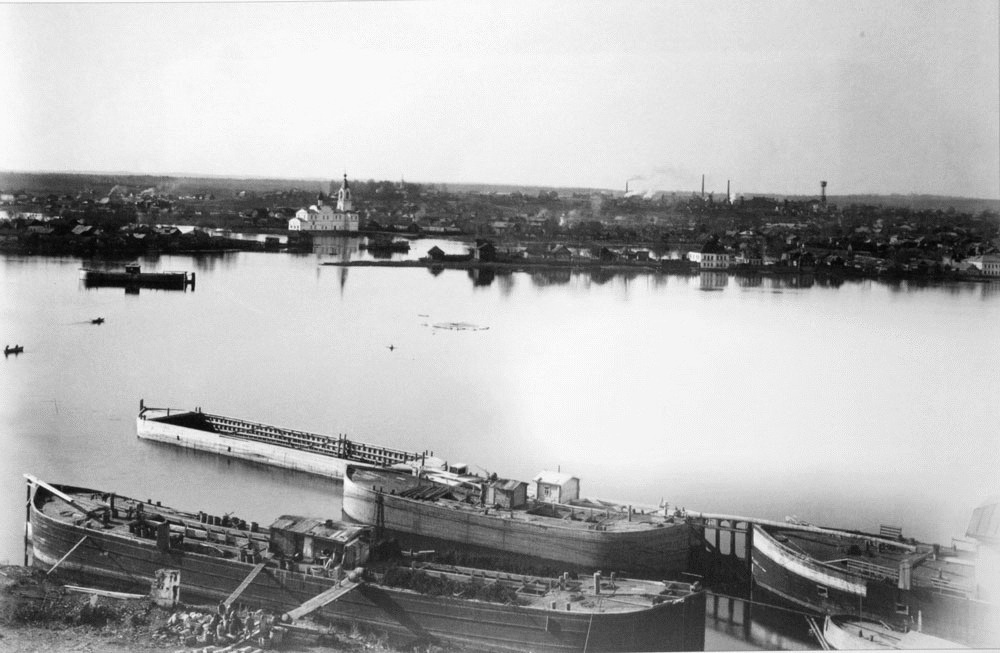
Разлив Которосли у Тропина, нач. XX в.

Местоположение храма было низменное, и ежегодно в половодье его заливало водами Которосли. По этой причине в 1722 году он был надстроен вторым этажом. Верхний холодный храм освятили во имя Николая Чудотворца, нижний тёплый — в честь Богоявления Господня с приделом Фёдоровской Богоматери в алтаре. Нижняя церковь была украшена росписями «в золоченых клеймах». В 1819 году новый иконостас для неё изготовил ярославский мастер Елисей Степанов Годунов.
В 1829 году в нижнем храме устроили придел Петра и Февронии Муромских «по случаю вклада в церковь частицы мощей помянутых святых, принесенной прихожанином гражданином Алек. Ив. Казанцевым».
Купец П. А. Ерыкалов, исполнявший обязанности церковного старосты в 1869—1894 годах, задумал и осуществил в 1883 году перестройку храма в русском стиле. При нём площадь храма значительно расширилась за счёт пристройки в нижнем этаже крытой паперти и в верхнем — алтаря и трапезной. Приделы были упразднены «по тесноте и сырости».
Особым почитанием прихожан пользовались: храмовая икона Николы Чудотворца (по преданию, уцелела во время пожара 1658 года), образ Петра и Февронии с частицами их мощей и образ Скорбящей Богоматери.
С Николо-Тропинской церковью связано такое значимое в русской истории событие, как смерть патриарха Никона. Он возвращался из изгнания в первопрестольную, когда после переправы через Которосль 17 августа 1681 года занемог и умер. Гроб с телом патриарха был поставлен в Николо-Тропинской церкви, а место его смерти было отмечено деревянным крестом, до наших дней не сохранившимся.
С 1903 года при храме действовало приходское попечительство, занимавшееся «изысканием и скоплением средств для выдачи пособий приходским людям бедного состояния, многосемейным и неспособным по слабости здоровья и преклонных лет к личному труду».
В 1931 году храм был отобран советскими властями у приходской общины и передан деревообрабатывающей фабрике. Глава была демонтирована, колокольня — снесена. В таком виде здание долгое время использовали под клуб и под общежитие. Во 2-й половине XX века использовали под склад.

## Современное состояние
В 2000-х здание использовалось объединением «Ярославрыба» под склад рыбопродукции. В 2013 году здание храма было отремонтировано с переделкой помещений под офисы и выставлено на продажу. В феврале 2021 года здание продавалось за 39 миллионов рублей. В объявлении было указано, что древняя церковь «идеально подходит для размещения… офисов крупных компаний, гостинично-ресторанных комплексов, культурно-оздоровительных медицинских учреждений».
Однако продажа не состоялась и здание было передано РПЦ. С 30 апреля 2021 года возобновились богослужения в нижнем храме.
Настоятель храма — иерей Максим Ветров.

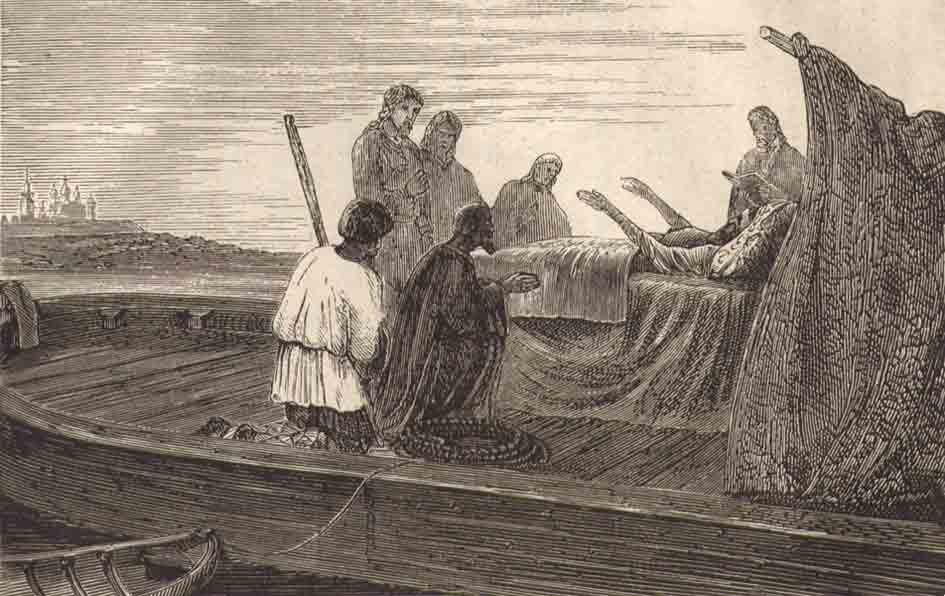
Смерть патриарха Никона на берегу Которосли
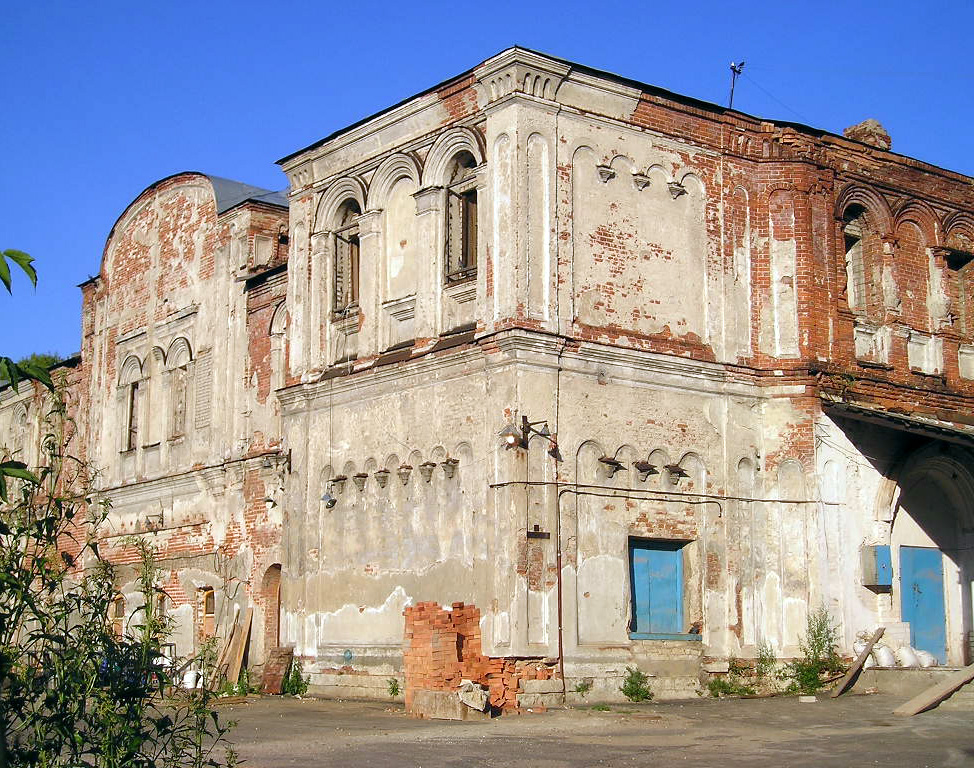
Храм в 2003 году
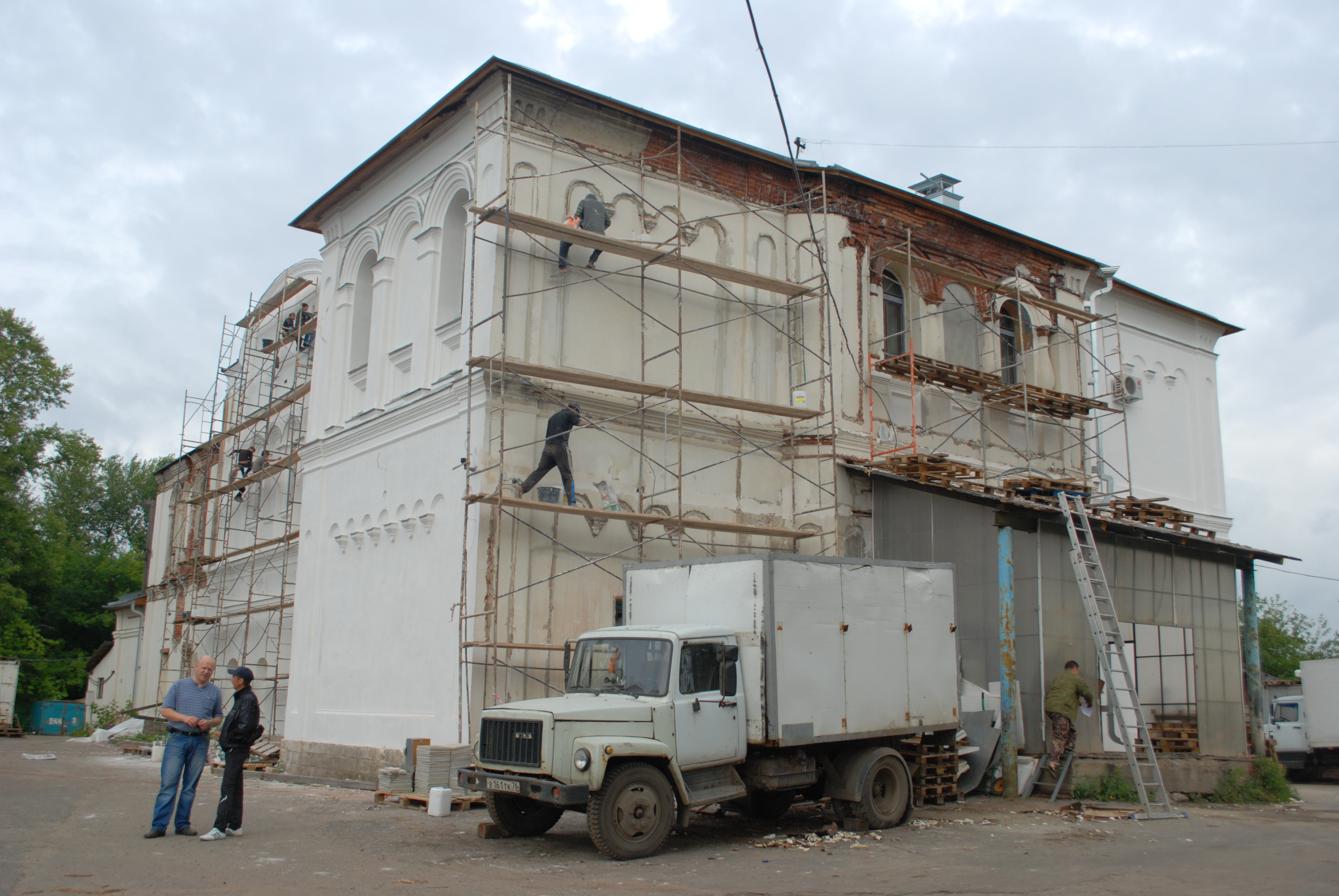
Ремонт храма в 2013 году